# گسل کوه خضر
گسل کوه خضر یکی از گسل‌های ایران مرکزی است.
این گسل یک گسل فشاری با راستای ۱۴۵درجه است. طول این گسل ۴۰ کیلومتر است و در استان قم و جنوب شهر قم واقع شده‌است. این گسل یکی از خطرناک‌ترین گسل‌های ایران و یکی از ۹ گسل اصلی قم است.

## لرزه خیزی
این گسل در حال حاضر غیرفعال است اما به گفته کارشناسان احتمال فعالیت این گسل وجود دارد. میزان لرزه خیزی گسل کوه خضر ۷/۲ ریشتر است.